# Scriptaphyosemion
Scriptaphyosemion – rodzaj ryb karpieńcokształtnych z rodziny Nothobranchiidae.

## Klasyfikacja
Gatunki zaliczane do tego rodzaju:
- Scriptaphyosemion banforense
- Scriptaphyosemion bertholdi – proporczykowiec Bertholda[3]
- Scriptaphyosemion brueningi
- Scriptaphyosemion cauveti
- Scriptaphyosemion chaytori
- Scriptaphyosemion etzeli
- Scriptaphyosemion fredrodi
- Scriptaphyosemion geryi – proporczykowiec Gerya[3]
- Scriptaphyosemion guignardi
- Scriptaphyosemion liberiense – proporczykowiec kalabarski[4]
- Scriptaphyosemion nigrifluvi
- Scriptaphyosemion roloffi – proporczykowiec Roloffa[4]
- Scriptaphyosemion schmitti
- Scriptaphyosemion wieseae